# Linkerventrikelhypertrofie
Linkerventrikelhypertrofie (LVH) is de verdikking van de wand van de linkerventrikel (linkerhartkamer).

## Oorzaken
Linkerventrikelhypertrofie wordt veroorzaakt door overmatige belasting van het hart. Dit kan bijvoorbeeld optreden bij
- Topsporters
- Al dan niet aangeboren hartgebreken. Hierbij wordt onderscheid gemaakt tussen

1. volumebelasting, waarbij het hart veel meer bloed moet wegpompen dan normaal. Dit treedt bijvoorbeeld op bij aorta-insufficiëntie, waarbij een deel van het bloed weer terugstroomt en opnieuw moet worden weggepompt, bij aandoeningen van de mitralisklep of bij openingen in het kamer- of boezemtussenschot, bijvoorbeeld een ventrikelseptumdefect
2. drukbelasting, zoals bij de verschillende vormen van aortastenose,

- Extra belasting van het hart, zoals bij hypertensie (hoge bloeddruk).
- Aandoeningen van de hartspier zelf. Bij hypertrofische obstructieve cardiomyopathie zijn de spiervezels verkeerd aangelegd. Bij deze erfelijke vorm van linkerventrikelhypertrofie is vooral het harttussenschot verdikt, waardoor tijdens de uitdrijving van het bloed (systole) de uitstroomopening vernauwd wordt. Er bestaat echter ook een niet obstructieve hypertrofische cardiomyopathie.

## Klachten
Linkerventrikelhypertrofie geeft op zichzelf geen klachten. Ze wordt opgespoord door medisch onderzoek, maar is dan wel een teken dat medische zorg noodzakelijk is.

## Diagnose
De diagnose kan vermoed worden met lichamelijk onderzoek.
Op het elektrocardiogram (hartfilmpje) is linkerventrikelhypertrofie te herkennen doordat de elektrische impuls een andere weg moet nemen door de verdikte hartspier. We spreken van repolarisatiestoornissen, maar omdat deze afwijkingen ook bij ischemie ( zuurstofgebrek ) van de hartspier optreden, spreekt men wel van LVH met ischemie; een foute term, want de repolarisatiestoornissen zijn in dit geval meestal geen teken van zuurstofgebrek in de hartspier. De repolarisatiestoornissen zijn bij linkerventrikelhypertrofie te vinden over de wand van de linkerkamer, dus afleidingen V4, V5 en V6; en bestaan er uit dat  het voltage tussen S- en  T-top te laag is (ST depressie) en de T-top afwijkend, bijvoorbeeld negatief. Bovendien geeft de hartspier op V4-V6 een te hoog voltage af in R en S; hierop berusten de voltage criteria (R in V5 of V6 > 30mm of S in V1 of V2 > 30mm of R of S in AVL en AVR > 20mm). 
Met echocardiografie kan men de diagnose zeker stellen door de dikte van de wand van de linkerkamer te meten.

## Behandeling
Linkerventrikelhypertrofie is geen opzichzelfstaande ziekte, maar een symptoom van een ander probleem.
Bij hoge bloeddruk is het een teken van orgaanschade; men zal extra precies gaan letten op de hoogte van de bloeddruk en op andere cardiosvasculaire risicofactoren.